# Cicindela willistoni
Cicindela willistoni este o specie de insecte coleoptere descrisă de Leconte în anul 1879. Cicindela willistoni face parte din genul Cicindela, familia Carabidae.

## Subspecii
Această specie cuprinde următoarele subspecii:
- C. w. echo
- C. w. estancia
- C. w. funaroi
- C. w. hirtifrons
- C. w. praedicta
- C. w. pseudosenilis
- C. w. sulfontis
- C. w. willistoni